# Die Rebellen vom Liang Shan Po
Die Rebellen vom Liang Shan Po (jap. 水滸伝, Suikoden) ist eine Fernsehserie, die anlässlich seines 20-jährigen Jubiläums vom japanischen Sender Nippon TV produziert wurde. Die Serie ist in der Song-Dynastie im 12. Jahrhundert in China angesiedelt und basiert auf dem chinesischen Volksbuch Shuǐhǔ Zhuàn. Jeder der Rebellen steht für eine spezifische Kampfart.

## Vorspann
Es heißt in den Schriften der Weisen: „Ihr sollt die Schlange nicht deshalb gering achten, weil sie keine Hörner hat. Niemand weiß, ob aus ihr nicht einst ein Drachen wird, wie auch aus einem einzelnen Mann eine ganze Armee werden kann.“

Vor tausend Jahren, zu Zeiten der Sung-Dynastie, herrschte in China eine grausame und korrupte Regierung. Diese Bewaffneten hier sind Ausgestoßene, die den Kampf gegen die Tyrannei aufgenommen haben. Auf die Köpfe dieser Helden ist ein Preis ausgesetzt. Sie leben in freiwilliger Verbannung und sie operieren vom Liang-Shan-Po aus, einem labyrinthisch verzweigten Flussdelta weit südlich der Hauptstadt. Am Anfang unserer Geschichte steht eine Legende, die besagt, dass in diesen Rebellen die Seelen von Freiheitskämpfern aus alter Zeit wiedergeboren wurden.

## Handlung (Folge 1)
Kao Chiou, ein korrupter und skrupelloser Gefolgsmann des Kaisers, wird der neue Oberbefehlshaber der kaiserlichen Garde. Er will sich jedoch nicht mit diesem Amt begnügen, sondern hat sich höhere Ziele gesteckt: Er will den Thron des Kaisers für sich. Zu diesem Zweck spinnt er zahlreiche Intrigen und rafft, wo er nur kann, Geld und Beziehungen zusammen. Als er zu diesem Zweck einen Tempel plündern will, öffnet er einen versiegelten Schrein, in welchen die Seelen von 108 Rebellen aus einer früheren Ära verbannt wurden, und diese werden dadurch befreit. Gemäß der Prophezeiung, die mit dieser Befreiung einhergeht und die Wiedergeburt dieser Kämpfer verheißt, beginnt sich bald Widerstand gegen Kao Chious Ambitionen zu regen.
Lin Chung, ein ehrenhafter Offizier der kaiserlichen Garde in der Hauptstadt, ist Kao Chiou wegen seiner Ehrenhaftigkeit und seiner Frau Hsiao Lan, die Kao selbst begehrt, ein Dorn im Auge. Er entlässt Lin Chung aus dem Dienst in der Garde, lockt ihn später unter einem Vorwand in den Palast, lässt ihn festnehmen und zum Tode verurteilen. Doch der rechtschaffene Richter Sung Chian erreicht, dass die Todesstrafe annulliert wird; stattdessen wird Lin Chung in ein Straflager geschickt.
Auf dem Weg dorthin findet Lin Chung im Aufseher Lu Ta, dem Räuber Chu Wu, der temperamentvollen Hu Sanjang und dem Adligen Shi Chin neue Verbündete, weigert sich aber trotz der Ungerechtigkeit, die ihm widerfahren ist, zu flüchten. Erst als Kao Chiou ihn ermorden lassen will, flieht Lin Chung aus dem Straflager. Als seine Frau, die von Kao inzwischen geschändet wurde, sich opfert, um ihn in Freiheit zu wissen, schließt Lin Chung sich schließlich den Rebellen an, die vom sumpfigen Gebiet des Flusses Liang Shan Po aus die kaiserliche Garde bekämpfen. Nach und nach scharen sich die wiedergeborenen Freiheitskämpfer um ihn und nehmen als eine legendäre Armee den Kampf gegen Kao Chious Machenschaften auf.

## Veröffentlichungsgeschichte
Die Serie wurde von 1973 bis 1974 erstausgestrahlt und kam 1980 ins deutsche Fernsehen. Aus Gründen des Jugendschutzes wurden allerdings verschiedene übermäßig gewalttätige Szenen aus den Episoden herausgeschnitten.
Am 27. August 2008 erschien die Serie in Japan auf DVD, wobei das Originalmaterial hochaufgelöst neu abgetastet (HD-Telecine) wurde. Am 24. Juni 2016 erschien in Deutschland eine Fassung auf Blu-ray Disc und DVD in einer limitierten Ausgabe. Diese Fassung enthielt erstmals alle Folgen in ungeschnittener Form, sowohl im japanischen Original als auch in einer synchronisierten deutschen Sprachfassung, bei der die zuvor geschnittenen Szenen nachsynchronisiert wurden.

## Musik
Die Titelmelodie ist das Lied The Water Margin von Pete Mac Junior.